# 김보당
김보당(金甫當, ?~1173년)은 고려 중기의 문신으로 본관은 영광(靈光)이다. 집권 무신들에 대한 반발로 1173년에 반란을 일으켰으나 진압되어 처형당했다. 

## 생애
서경유수 김심언(金審言)의 5대손이다.
무신정권이 성립된 직후 1171년(명종 1) 우간의(右諫議)로 임명되었다. 같은 해 9월 이준의(李俊儀) 등을 탄핵하자, 명종은 이준의를 위로하고자 그를 공부시랑으로 좌천시켰다. 이로 인해 명종과 집권 무신에 대한 반감이 생기게 되었으며, 중앙의 정치무대에서 축출되어 간의대부로 동북면병마사로 나가게 되었다.
1173년(명종 3) 불만을 품고 동계에서 군사를 일으켰다. 그 명분은 집권자인 정중부(鄭仲夫), 이의방(李義方) 등을 몰아내고 전 왕을 세우고자 하는 것이었다. 그리하여 녹사(錄事) 이경직(李敬直), 장순석(張純錫)과 모의해 장순석과 유인준(柳寅俊)을 남로병마사(南路兵馬使)로 삼아 의종을 호종하게 하고, 배윤재(裵允材)를 서해도병마사로 삼아 군사를 일으키게 하니 동북면지병마사 한언국(韓彦國)도 더불어 군사를 일으켜 호응하였다.
조정에서는 북계의 군대를 풀어 한언국을 죽이고 김보당을 체포하는 한편, 장군 이의민(李義旼), 산원(散員) 박존위(朴存威)로 하여금 군사를 거느리고 남로로 나아가게 하고, 또 군사를 서해도에 보내어 반군을 완전히 진압하였다. 그가 죽을 때 이 일에 모든 문신들이 가담하였다고 말해 많은 문신들이 살해되었다.

## 가계
- 조부 : 김극검(金克劍)
- 조모 : 미상
- 아버지 : 김영부(金永夫)
- 어머니: 미상
  - 무신 : 김보당(金甫當)
  - 부인 : 김씨(金氏)

## 김보당이 등장한 작품
- 《무인시대》 KBS, 2003년~2004년, 배우 : 권혁호

## 같이 보기
- 김보당의 난